# 斯利姆尼克鄉
45°55′00″N 24°10′00″E / 45.9167°N 24.1667°E
斯利姆尼克鄉（羅馬尼亞語：Comuna Slimnic, Sibiu），是羅馬尼亞的鄉份，位於該國中部，由錫比烏縣負責管轄，面積24平方公里，海拔高度509米，2007年人口3,656，人口密度每平方公里150人。